# Бетино (Рязанская область)
Бетино — село в России, расположено в Касимовском районе Рязанской области. Входит в состав Первинского сельского поселения.

## Географическое положение
Село Бетино расположено примерно в 18 км к юго-востоку от центра города Касимова. Ближайшие населённые пункты — деревня Мальцево к северу, деревня Ананьино к востоку, деревня Ерденево к югу и деревня Жданово к западу.

## История
Село Бетино, имеющее церковь Рождества Пресвятой Богородицы, впервые упоминается в окладной книге за 1676 г. В деревне на тот момент насчитывалось 50 крестьянских и 5 бобыльских дворов.
В середине XVIII века сёла Давыдово и Бетино «Касимовского уезда Давыдовской волости» с прилегающими деревнями (Жданова, Ерденёва, Ананьева, Савина и др.) — вотчина князя Александра Александровича Урусова, в 1760-х г.г. — генерал-поручика Василия Васильевича Нарышкина. Однако имения сына генерала В. В. Нарышкина Василия, арестованного, лишённого чинов и осуждённого за злоупотребления при руководстве Нерчинскими заводами, в 1779 году были конфискованы и частично проданы для уплаты его долгов. В начале XIX века село Бетино — уже центр казённой Бетинской волости, а крестьяне перечисленных населённых пунктов получили статус государственных и из крепостных стали лично-свободными.
В начале XVIII века вместо Богородицерождественской церкви в селе была построена деревянная Казанская церковь. В 1855 г. она была заменена каменной.
В 1820-х г.г. в Бетине стояла 1-я гренадерская рота Рязанского пехотного полка.
По данным «Списка населённых мест Рязанской губернии», в 1862 г. в Бетине насчитывалось более 1,5 тысяч жителей.
В 1905 году село являлось административным центром Бетинской волости Касимовского уезда и имело 146 дворов при численности населения 1085 человек.

## Население
| 1859 | 1897 | 1906  | 2010 |
| ---- | ---- | ----- | ---- |
| 1503 | ↘885 | ↗1085 | ↘61  |

## Транспорт и связь
Село расположено на автомобильной дороге Р124 (Касимов — Шацк) и имеет регулярное автобусное сообщение с районным центром. 
В селе Бетино имеется одноименное сельское отделение почтовой связи (индекс 391342).

## Известные уроженцы
- Добаткин, Владимир Иванович (1915—1999) — металлург, член корреспондент АН СССР.
- Игашов, Пётр Степанович (1915—1941) — лётчик, Герой Советского союза.
- Лебедев Алексей Иванович (1850—1923) — врач, акушер-гинеколог, профессор Императорской Военно-медицинской академии, доктор медицины, академик, тайный советник, гласный (депутат) Санкт-Петербургской городской думы; первым в России сделал кесарево сечение; сын пономаря местной церкви.